# نشانگر صلب
در فلسفهٔ زبان و در منطق موجهات، نِشانگَرِ صُلب (به انگلیسی: rigid designator) عبارتی است، اعم از نام یا وصف، که به شیئی واحد در همهٔ جهان‌های ممکن ارجاع بدهد. برای مثال، عبارت «رئیس‌جمهور ایالات متحده در سال ۱۹۷۰» صلب نیست چرا که می‌شد در انتخابات سال ۱۹۶۸ نیکسون برنده نشده باشد (به بیانی دیگر: یک جهانِ ممکن هست که در آن جهان، در ۱۹۶۸ نیکسون در انتخابات برنده نمی‌شود و بنابراین در آن جهان مثلاً هیوبرت هامفری در ۱۹۷۰ رئیس‌جمهور ایالات متحده است). یعنی عبارت «رئیس‌جمهور ایالات متحده در سال ۱۹۷۰» در جهانِ واقع به نیکسون ارجاع می‌دهد و در جهان ممکنِ دیگری به هامفری؛ پس این عبارت صلب نیست. در مقابل، مثلاً عبارت «کوچک‌ترین عدد اول» صلب است چرا که در هر جهان ممکنی به عددِ ۲ ارجاع می‌دهد. 
مفهوم نشانگر صلب را سول کریپکی در نام‌گذاری و ضرورت معرفی کرده‌است: «بیایید چیزی را یک نشانگرِ صُلب بنامیم اگر در هر جهانِ ممکنْ شیءِ واحدی را نشانگری کند، و نشانگرِ غیرصُلب یا عَرَضی بگوییم اگر این‌طور نباشد.» از آموزه‌های مهم کتاب کریپکی این است که نام‌های خاص (مانند «ارسطو» و «نیکسون») نشانگر صلب هستند. از این آموزه نتایج مهمی از جمله ضرورت اینهمانی به‌دست می‌آید.
در فارسی در مقابل «rigid designator» اصطلاح «دالّ محض» را هم به‌کار برده‌اند.